# Coppa Montenero 1933
La Coppa Montenero 1933 est un Grand Prix qui s'est tenu sur le circuit de Livourne le 30 juillet 1933.

## Grille de départ
| Voitures de plus de 1 100 cm3  | Voitures de plus de 1 100 cm3 | Voitures de plus de 1 100 cm3 | Voitures de plus de 1 100 cm3 | Voitures de plus de 1 100 cm3 |
| 1re ligne                      | Pos. 4                        | Pos. 3                        | Pos. 2                        | Pos. 1                        |
| ------------------------------ | ----------------------------- | ----------------------------- | ----------------------------- | ----------------------------- |
|                                | Battaglia Alfa Romeo          | Minozzi Bugatti               | Taruffi Alfa Romeo            | Corsi Maserati                |
| 2e ligne                       | Pos. 8                        | Pos. 7                        | Pos. 6                        | Pos. 5                        |
|                                | Borzacchini Alfa Romeo        | Tuffanelli Maserati           | Biondetti MB                  | Balestrero Alfa Romeo         |
| 3e ligne                       | Pos. 12                       | Pos. 11                       | Pos. 10                       | Pos. 9                        |
|                                | Ghersi Bugatti                | Brivio Alfa Romeo             | Cortese Alfa Romeo            | Pages Bugatti                 |
| 4e ligne                       | Pos. 16                       | Pos. 15                       | Pos. 14                       | Pos. 13                       |
|                                | Tadini Alfa Romeo             | Fontana Alfa Romeo            | Campari Maserati              | Aymini Maserati               |
| 5e ligne                       |                               | Pos. 19                       | Pos. 18                       | Pos. 17                       |
|                                |                               | « Vico » Alfa Romeo           | Orsini Maserati               | Nuvolari Maserati             |
| Voitures de moins de 1 100 cm3 |                               |                               |                               |                               |
| 6e ligne                       | Pos. 4                        | Pos. 3                        | Pos. 2                        | Pos. 1                        |
|                                | Jourdan Salmson               | Furmanik Maserati             | Barbieri Maserati             | Boucly Miller                 |
| 7e ligne                       | Pos. 8                        | Pos. 7                        | Pos. 6                        | Pos. 5                        |
|                                | Chambost Salmson              | Marret Miller                 | Landi Maserati                | Dourel Amilcar                |

## Classement de la course

### Classement de la course du premier groupe
| Pos. | no | Pilote                           | Écurie                    | Châssis              | Tours | Temps/Abandon                | Grille |
| ---- | -- | -------------------------------- | ------------------------- | -------------------- | ----- | ---------------------------- | ------ |
| 1    | 40 | Tazio Nuvolari                   | Privé                     | Maserati 8CM         | 12    | 2 h 45 min 8 s 4 (87,2 km/h) | 17     |
| 2    | 26 | Antonio Brivio                   | Scuderia Ferrari          | Alfa Romeo 8C 2600   | 12    | + 8 min 21 s 4               | 10     |
| 3    | 34 | Giuseppe Campari                 | Officine Alfieri Maserati | Maserati 4CM         | 12    | + 9 min 0 s 0                | 14     |
| 4    | 18 | Baconin Borzacchini Mario Tadini | Scuderia Ferrari          | Alfa Romeo 8C 2600   | 12    | + 9 min 49 s 6               | 8      |
| 5    | 10 | Giovanni Battaglia               | Privé                     | Alfa Romeo 8C 2300   | 12    | + 11 min 17 s 0              | 4      |
| 6    | 12 | Renato Balestrero                | Privé                     | Alfa Romeo 8C 2300   | 12    | + 15 min 31 s 0              | 5      |
| 7    | 22 | Franco Cortese                   | Privé                     | Alfa Romeo 8C 2300   | 12    | + 16 min 44 s 0              | 10     |
| 8    | 36 | Eugenio Fontana                  | Privé                     | Alfa Romeo 8C 2300   | 12    | + 16 min 45 s 8              | 15     |
| 9    | 6  | Piero Taruffi                    | C. Pellegrini             | Alfa Romeo 8C 2300   | 12    | + 18 min 9 s 0               | 2      |
| 10   | 14 | Clemente Biondetti               | Privé                     | MB Speciale-Maserati | 12    | + 21 min 44 s 2              | 6      |
| Nc.  | 4  | Secondo Corsi                    | Privé                     | Maserati Tipo 26 M   | 11    | Temps maximum dépassé        | 1      |
| Nc.  | 20 | Luigi Pages                      | Privé                     | Alfa Romeo 8C 2300   | 11    | Temps maximum dépassé        | 9      |
| Nc.  | 32 | Giulio Aymini                    | Privé                     | Maserati Tipo 26 M   |       | Temps maximum dépassé        | 13     |
| Abd. | 30 | Pietro Ghersi                    | M. Angelo                 | Bugatti Type 35B     | 7     |                              | 12     |
| Abd. | 42 | Vittoria Orsini                  | Privée                    | Maserati Tipo 26     | 5     |                              | 14     |
| Abd. | 8  | Giovanni Minozzi                 | Privé                     | Bugatti Type 35B     | 3     |                              | 3      |
| Abd. | 38 | Mario Tadini                     | Scuderia Ferrari          | Alfa Romeo 8C 2600   | 3     |                              | 12     |
| Abd. | 16 | Giuseppe Tuffanelli              | Privé                     | Maserati Tipo 26     | 2     |                              | 7      |
| Abd. | 44 | « Vico »                         | Privé                     | Alfa Romeo 2300      | 1     |                              | 15     |
| Np.  | 2  | Julio Villars                    | Équipe Villars            | Alfa Romeo 8C 2300   |       | Non partant                  |        |
| Np.  | 24 | Horst von Waldthausen            | Équipe Villars            | Alfa Romeo 8C 2300   |       | Non partant                  |        |
| Np.  | 28 | « Capredoni »                    | Scuderia Capredoni        | Alfa Romeo           |       | Non partant                  |        |
| Np.  | 40 | Tazio Nuvolari                   | Scuderia Ferrari          | Alfa Romeo 8C 2600   |       | Partant sur Maserati         |        |

- Légende: Abd.=Abandon - Nc.=Non classé - Np.=Non partant.

### Classement de la course du deuxième groupe
| Pos. | no | Pilote              | Écurie                    | Châssis        | Tours | Temps/Abandon                | Grille |
| ---- | -- | ------------------- | ------------------------- | -------------- | ----- | ---------------------------- | ------ |
| 1    | 56 | Ferdinando Barbieri | Privé                     | Maserati 4CM   | 8     | 2 h 1 min 38 s 8 (76,4 km/h) | 2      |
| 2    | 64 | Guido Landi         | Privé                     | Maserati 4CM   | 8     | + 53 s 4                     | 6      |
| 3    | 58 | Giuseppe Furmanik   | Officine Alfieri Maserati | Maserati 4CM   | 8     | + 14 min 36 s 8              | 3      |
| Nc.  | 62 | Émile Dourel        | Privé                     | Amilcar        | 8     | Temps maximum dépassé        | 5      |
| Abd. | 66 | Victor Marret       | Privé                     | Miller         | 5     |                              | 7      |
| Abd. | 68 | Raymond Chambost    | Privé                     | Salmson        | 4     | Accident                     | 8      |
| Abd. | 50 | Marcel Boucly       | Privé                     | Miller         | 4     |                              | 1      |
| Abd. | 60 | « Jourdan »         | Privé                     | Salmson        | 2     |                              | 4      |
| Np.  | 60 | Francis Curzon      | Privé                     | MG Magnette K3 |       | Accident aux essais          | 4      |
| Np.  | 60 | Luigi Platé         | Privé                     | BNC            |       | Non partant                  |        |

## Pole position et record du tour
- Première manche
  - Pole position :  Secondo Corsi (Maserati) attribué par ballotage
  - Meilleur tour en course :  Tazio Nuvolari (Maserati) en 13 min 27 s 8 (89,1 km/h) au quatrième tour.
- Deuxième manche
  - Pole position :  Marcel Boucly (Miller) attribué par ballotage
  - Meilleur tour en course :  Guido Landi (Maserati) en 14 min 57 s 6 (80,214 km/h) au septième tour.

## Tours en tête
- Tazio Nuvolari : 12 tours (1-12)